# Saint-Martial-de-Valette
Saint-Martial-de-Valette é uma comuna francesa na região administrativa da Nova Aquitânia, no departamento Dordonha. Estende-se por uma área de 15,83 km². Em 2010 a comuna tinha 811 habitantes (densidade: 51,2 hab./km²).